# Digitaria
Digitaria là một chi thực vật có hoa trong họ Hòa thảo (Poaceae).

## Loài
Chi Digitaria gồm các loài: